# Куцколь (населённый пункт)
Куцколь — упразднённый в 1999 году населённый пункт в Мурманской области России. Входил на момент упразднения в городской округ город Мончегорск.

## География
Расположен за Полярным кругом, на северном берегу озера Куцколь, в 60 км от г. Мончегорск.

## Топоним
Куцколь, вариант названия Кусколь, восходят к саамскому слову «кусколь», означающим протоку между озёрами.

## История
Возник в середине 1950‑х гг. как посёлок лесозаготовителей.
Снят с учёта 03 ноября 1999 года согласно Закону Мурманской области от 03 ноября 1999 года № 162-01-ЗМО «Об упразднении некоторых населенных пунктов Мурманской области».

## Население
В 1990‑е жители разъехались.

## Инфраструктура
Действовал леспромхоз

## Транспорт
Труднодоступная местность.